# Michael Mau

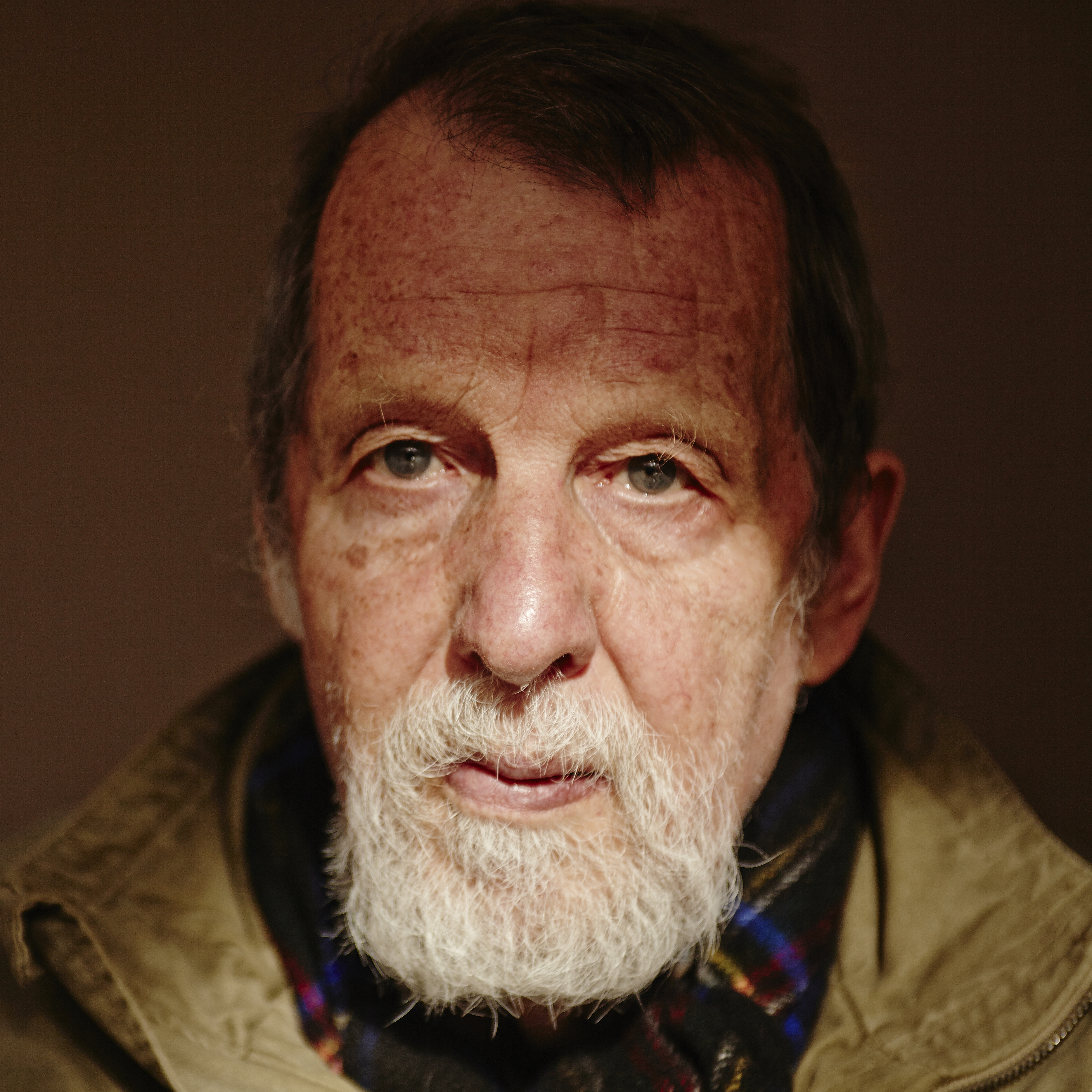
Michael Mau in einem Café in Hamburg-Winterhude

Ludwig Michael Mau (* 30. Dezember 1937 in Leipzig; † 20. August 2021 in Hamburg) war ein deutscher Maler, Zeichner und Grafiker.

## Leben
Michael Mau war der Sohn des Architekten Ludwig Mau und der Bühnenbildnerin und Fotografin Leonore Mau. Er besuchte die Gorch-Fock-Schule in Blankenese, wo er unter anderem mit der Familie Reinhard Winterhoff und der Familie Conrad Hansen bekannt wurde. In diesem Kreis war Alfred Mahlau auf ihn aufmerksam geworden und förderte ihn bereits als jungen Schüler, bevor Mahlau ihn am 1. April 1957 offiziell in seine Klasse aufnahm. Horst Janssen und Heino Jaeger waren unter anderen seine Mitschüler. Am 30. September 1961 beendete er sein Studium an der Hochschule für bildende Künste bei Alfred Mahlau. Schon während des Studiums bildete sich eine Gruppe von Mitschülern (Alexander Knispel, Hans Wittek und Heino Jaeger), die Exkursionen zusammen oder allein durch Deutschland und Europa unternahmen. In regen Briefwechseln wurde sich über Entdeckungen ausgetauscht.
Von 1963 bis 1971 arbeitete Mau als Grafiker und Art-Director in verschiedenen Werbeagenturen. Ab 1971 war er freier Maler in Hamburg. Themen seiner dem Realismus verpflichteten Malerei sind Landschaften, Großstadt- und Alltagsszenen, Menschen und Gegenstände in ihren Umgebungen. Ab Ende der 1980er Jahre bis 2011 hatte Mau Lehraufträge an staatlichen und privaten Hochschulen.

## Gruppenausstellungen
- 1970: Galerie XX, Hamburg (Einzelausstellung)
- 1971: Galerie De Gestlo, Hamburg (Einzelausstellung)
- 1972: Galerie Quatre Mouvement, Paris (Einzelausstellung)
- 1973: Ruhrfestspiele, Recklinghausen
- 1973: OK Harris, New York (Einzelausstellung)
- 1974: Wanderausstellung in Polen
- 1974: Wadsworth Atheneum, Hartford, Connecticut
- 1975: Galerie De Gestlo, Köln (Einzelausstellung)
- 1975: Kunstwaren, Hamburger Kunstverein
- 1978: Kunsthaus, Hamburg
- 1978: Rotterdam – Hamburg
- 1980: Wanderausstellung USA
- 1982: Galerie De Gestlo, Köln (Einzelausstellung)
- 1989: Kunsthaus, Hamburg (Einzelausstellung)
- 1990: Anya von Gösseln Gallery, Wexford (Einzelausstellung)
- 1996: Kunstverein Wiligrad, Wiligrad (Einzelausstellung)
- 1997: Anya von Gösseln Gallery, Dublin (Einzelausstellung)
- 2012: Galerie Elbchaussee[1], Hamburg (Einzelausstellung)
- 2022: Stadthöfe, Görtz-Palais, Hamburg (Einzelausstellung[2])[3]

## Sammlungen
- Hamburger Kunsthalle
- Centraal Museum Utrecht[4]
- Wadsworth Atheneum, Hartford
- The Saatchi Collection, London
- Kraushaar and Yaeger Collection, New York